# Gediminas Petraitis
Gediminas Petraitis (* 5. Februar 1989 in Kaunas, Litauische SSR, Sowjetunion) ist ein US-amerikanischer Basketballschiedsrichter litauischer Abstammung, der seit dem Jahr 2014 in der NBA tätig ist. Er trägt die Uniform mit der Nummer 50.

## Karriere

### College-Basketball
Vor dem Einstieg in die professionellen Basketballwettbewerbe arbeitete er drei Jahre als College-Basketballschiedsrichter überwiegend in der Big South Conference.

### Fédération Internationale de Basketball
Als FIBA-Basketball-Schiedsrichter kam er u. a. bei der U-17-Basketball-Weltmeisterschaft der Damen 2016 in Spanien zum Einsatz.

### National Basketball Association
Petraitis begann im Jahr 2014 seine NBA-Schiedsrichterlaufbahn beim Spiel der Cleveland Cavaliers gegen die Atlanta Hawks.
Zuvor war er drei Jahre als Schiedsrichter in der NBA G-League tätig.

## Privates
Er wurde im Jahr 2015 US-amerikanischer Staatsbürger. Sein Vater Vidmatas Petraitis war ebenfalls Schiedsrichter im College-Basketball.